# Microporella huanghaiensis
Microporella huanghaiensis är en mossdjursart som beskrevs av Liu 200. Microporella huanghaiensis ingår i släktet Microporella och familjen Microporellidae. Inga underarter finns listade i Catalogue of Life.